# Thlasia corona
Thlasia corona är en insektsart som beskrevs av Rauno E. Linnavuori 1972. Thlasia corona ingår i släktet Thlasia och familjen dvärgstritar. Inga underarter finns listade i Catalogue of Life.